# Kraje związkowe Niemiec
Kraje związkowe Niemiec (również  landy; niem. Land, Bundesland) – jednostki podziału administracyjnego najwyższego szczebla w Republice Federalnej Niemiec.

## Republika Federalna Niemiec po zjednoczeniu
Kraje związkowe zostały wprowadzone w Niemczech republikańską konstytucją z 1919 roku, w miejsce monarchii wchodzących w skład Cesarstwa Niemieckiego.
Kraje związkowe mają szeroką autonomię, z wyłączeniem obrony i spraw zagranicznych. Częściowo mogą decydować o finansach.
Poszczególne kraje związkowe mają swoje konstytucje, własne parlamenty, władzę wykonawczą oraz sądowniczą. Same ustanawiają swoją organizację wewnętrzną.
Organizacja administracji krajowej jest na ogół trójszczeblowa:
- szczebel wyższy (rząd krajowy bądź minister jako organy najwyższe, a także wyższe organy administracji),
- szczebel pośredni (prezydent rejencji),
- szczebel niższy (starosta).

| flaga | herb | kraj związkowy                | stolica          | powstał w | szef rządu                     | miejsca w Bundesracie | powierzchnia (km²) | liczba mieszkańców | liczba ludności/km² |
| ----- | ---- | ----------------------------- | ---------------- | --------- | ------------------------------ | --------------------- | ------------------ | ------------------ | ------------------- |
|       |      | Badenia-Wirtembergia          | Stuttgart        | 1952      | Winfried Kretschmann (Zieloni) | 6                     | 35 748             | 11 280 257         | 311                 |
|       |      | Bawaria                       | Monachium        | 1949      | Markus Söder (CSU)             | 6                     | 70 542             | 13 369 393         | 187                 |
|       |      | Berlin                        | –                | 1990      | Kai Wegner (CDU)               | 4                     | 891                | 3 755 251          | 4127                |
|       |      | Brandenburgia                 | Poczdam          | 1990      | Dietmar Woidke (SPD)           | 4                     | 29 654             | 2 573 135          | 86                  |
|       |      | Brema                         | Brema (de facto) | 1949      | Andreas Bovenschulte (SPD)     | 3                     | 419                | 684 864            | 1613                |
|       |      | Hamburg                       | –                | 1949      | Peter Tschentscher (SPD)       | 3                     | 755                | 1 892 122          | 2455                |
|       |      | Hesja                         | Wiesbaden        | 1949      | Boris Rhein (CDU)              | 5                     | 21 116             | 6 391 360          | 298                 |
|       |      | Meklemburgia-Pomorze Przednie | Schwerin         | 1990      | Manuela Schwesig (SPD)         | 3                     | 23 295             | 1 628 378          | 69                  |
|       |      | Dolna Saksonia                | Hanower          | 1949      | Olaf Lies (SPD)                | 6                     | 47 710             | 8 140 242          | 168                 |
|       |      | Nadrenia Północna-Westfalia   | Düsseldorf       | 1949      | Hendrik Wüst (CDU)             | 6                     | 34 113             | 18 139 116         | 525                 |
|       |      | Nadrenia-Palatynat            | Moguncja         | 1949      | Alexander Schweitzer (SPD)     | 4                     | 19 858             | 4 159 150          | 207                 |
|       |      | Saara                         | Saarbrücken      | 1957      | Anke Rehlinger (SPD)           | 3                     | 2572               | 992 666            | 382                 |
|       |      | Saksonia                      | Drezno           | 1990      | Michael Kretschmer (CDU)       | 4                     | 18 450             | 4 086 152          | 219                 |
|       |      | Saksonia-Anhalt               | Magdeburg        | 1990      | Reiner Haseloff (CDU)          | 4                     | 20 464             | 2 186 643          | 106                 |
|       |      | Szlezwik-Holsztyn             | Kilonia          | 1949      | Daniel Günther (CDU)           | 4                     | 15 804             | 2 953 270          | 185                 |
|       |      | Turyngia                      | Erfurt           | 1990      | Mario Voigt (CDU)              | 4                     | 16 202             | 2 126 846          | 130                 |
|       |      | Niemcy                        | Berlin           | –         | Friedrich Merz (CDU)           | –                     | 357 592            | 84 358 845         | 236                 |

## Historia

### Republika Weimarska

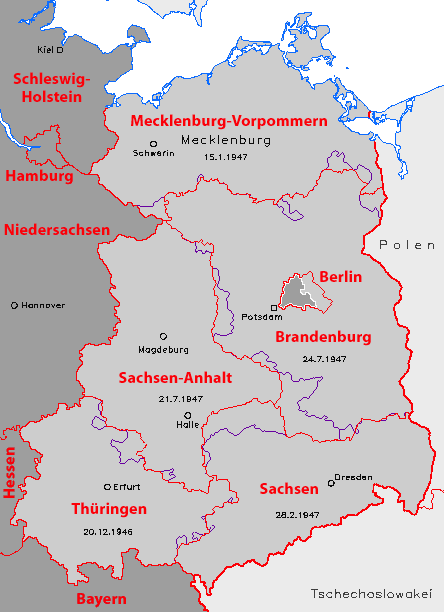
Porównanie granic landów z 1947 r. z landami z 1990 r. na obszarze NRD
1945–1952
1990

W latach 1920–1929 państwo składało się z 18 krajów związkowych, których korzenie wywodzą się z czasów Cesarstwa Niemieckiego. Jedynie kraj związkowy Turyngia został utworzony w 1920 r. W 1934 r., za rządów Adolfa Hitlera, z krajów związkowych Mecklenburg-Schwerin i Mecklenburg-Strelitz utworzono jeden kraj związkowy Meklemburgia. W 1937 r. Lubeka stała się częścią Prus.
| \| Kraj \| Powierzchnia [km²] \| Liczba mieszk. \| Gęstość zaludn. \| Stolica \| \| ---------------------- \| ------------------ \| -------------- \| --------------- \| ----------- \| \| Anhalt \| 2 313,58 \| 351 045 \| 143 \| Dessau \| \| Badenia \| 15 069,87 \| 2 312 500 \| 153 \| Karlsruhe \| \| Bawaria \| 75 996,47 \| 7 379 600 \| 97 \| Monachium \| \| Brunszwik \| 3 672,05 \| 501 875 \| 137 \| Brunszwik \| \| Brema \| 257,32 \| 338 846 \| 1322 \| Brema \| \| Hamburg \| 415,26 \| 1 132 523 \| 2775 \| Hamburg \| \| Ludowa Republika Hesji \| 7 691,93 \| 1 347 279 \| 167 \| Darmstadt \| \| Lippe \| 1 215,16 \| 16 648 \| 135 \| Detmold \| \| Lubeka \| 297,71 \| 127 971 \| 430 \| Lubeka \| \| Meklemburgia-Schwerin \| 13 126,92 \| 674 045 \| 51 \| Schwerin \| \| Meklemburgia-Strelitz \| 2 929,50 \| 110 269 \| 38 \| Neustrelitz \| \| Oldenburg \| 6 423,98 \| 545 172 \| 85 \| Oldenburg \| \| Prusy \| 292 695,36 \| 38 175 986 \| 130 \| Berlin \| \| Saksonia \| 14 986,31 \| 4 992 320 \| 333 \| Drezno \| \| Schaumburg-Lippe \| 340,30 \| 48 046 \| 141 \| Bückeburg \| \| Turyngia \| 11 176,78 \| 1 607 329 \| 137 \| Weimar \| \| Waldeck \| ? \| ? \| ? \| Waldeck \| \| Wirtembergia \| 19 507,63 \| 2 580 235 \| 132 \| Stuttgart \| \| Terytorium Saary \| 1 910,49 \| 768 000 \| 402 \| Saarbrücken \| \| Rzesza Niemiecka \| 470 026,62 \| 63 156 689 \| 134 \| Berlin \| |                    |                |                 |             |
| Kraj | Powierzchnia [km²] | Liczba mieszk. | Gęstość zaludn. | Stolica     |
| Anhalt | 2 313,58           | 351 045        | 143             | Dessau      |
| Badenia | 15 069,87          | 2 312 500      | 153             | Karlsruhe   |
| Bawaria | 75 996,47          | 7 379 600      | 97              | Monachium   |
| Brunszwik | 3 672,05           | 501 875        | 137             | Brunszwik   |
| Brema | 257,32             | 338 846        | 1322            | Brema       |
| Hamburg | 415,26             | 1 132 523      | 2775            | Hamburg     |
| Ludowa Republika Hesji | 7 691,93           | 1 347 279      | 167             | Darmstadt   |
| Lippe | 1 215,16           | 16 648         | 135             | Detmold     |
| Lubeka | 297,71             | 127 971        | 430             | Lubeka      |
| Meklemburgia-Schwerin | 13 126,92          | 674 045        | 51              | Schwerin    |
| Meklemburgia-Strelitz | 2 929,50           | 110 269        | 38              | Neustrelitz |
| Oldenburg | 6 423,98           | 545 172        | 85              | Oldenburg   |
| Prusy | 292 695,36         | 38 175 986     | 130             | Berlin      |
| Saksonia | 14 986,31          | 4 992 320      | 333             | Drezno      |
| Schaumburg-Lippe | 340,30             | 48 046         | 141             | Bückeburg   |
| Turyngia | 11 176,78          | 1 607 329      | 137             | Weimar      |
| Waldeck | ?                  | ?              | ?               | Waldeck     |
| Wirtembergia | 19 507,63          | 2 580 235      | 132             | Stuttgart   |
| Terytorium Saary | 1 910,49           | 768 000        | 402             | Saarbrücken |
| Rzesza Niemiecka | 470 026,62         | 63 156 689     | 134             | Berlin      |

     1945–1952
     1990

### Niemiecka Republika Demokratyczna
Do 1952 r. Niemiecka Republika Demokratyczna (NRD) podzielona była na 5 krajów związkowych:
- Brandenburgia – utworzona z pruskiej prowincji Brandenburgia,
- Meklemburgia-Pomorze Przednie – utworzona z Meklemburgii i zachodniej części pruskiej prowincji Pomorze,
- Saksonia – utworzona z Wolnego Państwa Saksonia i zachodnich fragmentów pruskiej prowincji Śląsk,
- Saksonia-Anhalt – utworzona z pruskiej prowincji Saksonia i Wolnego Państwa Anhalt,
- Turyngia – funkcjonująca w granicach z 1944.

U schyłku NRD kraje te zostały 23 sierpnia 1990 r. przywrócone do życia, co otworzyło drogę do przeprowadzenia ponownego zjednoczenia Niemiec w oparciu o procedurę przewidzianą w art. 23 ustawy zasadniczej RFN, polegającą na rozciągnięciu jej mocy obowiązującej na „inne części Niemiec, po ich przystąpieniu”. Wraz z wejściem w życie 3 października 1990 r. traktatu zjednoczeniowego kraje te weszły w skład RFN, a jednocześnie dotychczasowe sektory okupacyjne Berlina: amerykański, brytyjski i francuski (administrowane wspólnie jako Berlin Zachodni), połączone zostały z radzieckim sektorem okupacyjnym (administrowanym jako tzw. Berlin Wschodni, uważany przez NRD wbrew postanowieniom umowy poczdamskiej za swoją stolicę i integralną część terytorium, co nie znajdowało jednak szerokiego uznania międzynarodowego), wskutek czego wszystkie cztery sektory okupacyjne miasta zastąpione zostały przez zjednoczony Berlin, który również wszedł w skład zjednoczonych Niemiec jako kolejny kraj związkowy i zarazem stolica państwa.